# قلعة غبري
قلعة غبري هي قلعة تاريخية تعود إلى ساسانيون، وتقع في الري، مقاطعة الري.